# Álvaro Valbuena
Pour les articles homonymes, voir Valbuena.

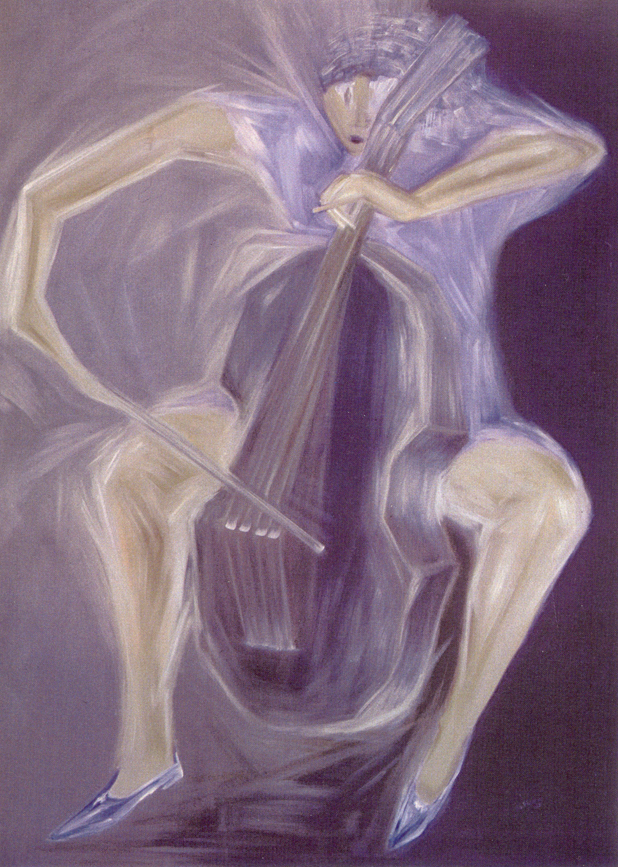
Contrebasse
huile sur toile
années 1970

Álvaro Valbuena (né à Bucaramanga le 3 janvier 1941) est un artiste peintre colombien.
Il commence à peindre en 1960 et arrive en Espagne en 1971. En 1975, Alvaro Valbuena s’établit en France, à Paris, où il vit et travaille, en 1984 travaille les arts plastiques au Centre Frans Masserel, en Belgique, puis en 1994 travaille la fresque en Toscane, Italie.

## Critique à propos de l'œuvre de Alvaro Valbuena
"Issue du réservoir humain si particulier de sa Colombie originelle, la pratique d'Alvaro Valbuena traite d'une réalité journalière coulée dans la trame austère de ses non-couleurs, qui la parent d'accents désenchantés. Fécondés par une syntaxe dépouillée alliée aux exigences du fusain, ses modèles, sans révoquer le tangible observé, émergent des sédimentations de la conscience, en rompant le tissu des apparences non par narration mais par allusion.
Le plus souvent à demi révélés, comme pour mieux attiser le regard, les personnages mis au jour, campés dans les situations familières, affectives ou laborieuses, apparaissent saisis dans le voile nocturne qui leur tient lieu d'habitacle, irrévocablement isolés, prisonniers de leurs contraintes, de leurs solitudes et de leurs désirs… Jamais véritablement désespéré. Atténué par l'impersonnalité délibérée des climats, le poids de la vie semble ici filtré à « mezzo voce », mais son écho n'en finit pas de nous poursuivre."
Gérard Xuriguera

"Le Dessin, le Pastel/l'Acuarelle dans l'Art Contemporain", 1988, Paris.

## Une typologie ourlée de sombres présages
Réservoir d’images fortes et contrastées, l’Amérique Latine dévide une pluralité de facettes esthétiques. Si la prégnance du réel, depuis toujours ancrée dans le patrimoine culturel du continent, comme dans l’héritage mental et visuel de ses artistes, a marqué nombre de générations jusqu’à nos jours, au gré d’une tradition remodelée par les apports de la modernité, la non-figuration, d’abord dans ses aspects informalistes, puis dans ses options constructivistes, compte beaucoup d’adeptes encore, en une époque de nomadisme, où certains s’adonnent volontiers aux pratiques conceptuelles.
Alvaro Valbuena a choisi de rester fidèle au langage de la proximité et de privilégier le passage de l’émotion, à travers ses portraits et personnages souvent graves et inquiets. Originaire de Bucaramanga en Colombie, il vit et travaille à Paris depuis de longues années, où il a pu affiner son écriture et se délester des gestes appris, en confortant sa maîtrise du trait et la sobriété de sa mise en page.
De son pays à la végétation luxuriante et insoumise, entre la dureté des montagnes de la cordillère et le charme des rivages de la mer des Caraïbes, il aurait pu retenir les clichés habituels du métissage, mais il a préféré n’écouter que les réminiscences issues de son être intime, en régulant les flux de sa nostalgie, pour dévoiler l’âpreté d’une humanité crispée, avec cependant en toile de fond, une mémoire en éveil, à l’écart de toute sensiblerie.
Pourtant, si sa peinture ne cible pas directement sa terre natale, elle lui emprunte une typologie d’inspiration populaire, dont les archétypes peuplent l’ensemble du territoire sud-américain. Son iconographie se fonde généralement sur des personnages humbles et anonymes saisis dans des situations particulières, protagonistes d’une quotidienneté difficile, coulés dans l’écheveau austère de ses non-couleurs, dont les accents assourdis confèrent à ses compositions des connotations ourlées de sombres présages.
Fécondés par une syntaxe dépouillée, soudée aux pouvoirs du fusain ou de la plume, ses modèles, sans révoquer leur adhésion au référent ni les appuis de l’imaginaire, émanent des méandres d’une conscience douloureuse, en rompant le tissu des apparences plus par allusion que par narration. Le plus souvent à demi révélés, de manière à mieux exaspérer le regard, ses personnages apparaissent fixés dans des attitudes familières, affectives ou laborieuses, constitués dans les mailles nocturnes qui les hébergent, perclus dans la troublante quiétude d’atmosphères irriguées par une pénétrante luminosité. Irrévocablement isolés, ils profilent leurs silhouettes prisonnières d’un temps hors du temps, mais aussi de leurs solitudes, de leurs frustrations et de leurs désirs.
Sous la vigueur graphique faussement tranquille de cette œuvre solide, cohérente et patiemment élaborée, se lovent une lucidité désenchantée, sinon poignante, et un métier étonnant, caractéristiques que l’on recense également dans les huiles denses et tendues, levées par une main attentive, dominatrice de ses moyens.
La vie semble ici évoquée à « mezzo voce », mais son écho n’en finit pas de nous poursuivre.
Gérard XURIGUERA

## Expositions personnelles
- 1960 : Galerie d'art Philidor, Bogotá, Colombie.
- 1980 : Galerie d'art de l'Alliance Colombo-Française, Cali, Colombie.
- 1981 : Mairie du Valle, Cali, Colombie.
- 1982 : Galerie de la Licorne à Montgolfière, Paris.
- 1983 : Galerie de Neuilly, Neuilly-sur-Seine, France.
- 1984 : Château d'Entrecasteaux, France.
- 1985 : Lac de la Beune, Saint-Paul-le-Chablais, France.
- 1986 : Galerie Temps Utile, Chartres, France.
- 1987 : Galerie Fondation Banque de l'État, Popayán Colombie.
  - Galerie d'art Coltejer, Medellín, Colombie.
- 1988 : Galerie Salon Ricard, Paris.
- 1992 : Galerie Euro-Andina, Paris- Atelier "La Luciole 39", Paris.
- 1993 : Galerie Auditorium " Alejandro Galvis Galvis ", Bucaramanga, Colombie.
- 1994 : Galerie "Henri de Toulouse-Lautrec", Espace culturel Cévennes, Paris.
- 1996 : Expo-Fête chez Danièle Covo, Neuilly-sur-Seine, France
- 1997 : Galerie Fondation Banque de l'État, Popayán, Colombie.
- 2000 : Mairie d'Aubergenville, France.
- 2002 : Atelier d'art “La Luciole 39”, France.
- 2004 : Galerie Argentine (Ambassade de la République Argentine), Paris.
- 2009 : Consulat Generalde Colombie, Paris
- 2009 : Galerie Fondation Taylor, Paris

## Principales expositions collectives
- Université del Valle, Salon Régional d'arts Plastiques, Cali, Colombie.
- 1980 : Galerie French-Wolfson, Miami, U.S.A.- Galerie Artecto, Cali, Colombia
- 1981 : Galerie Las Navas "Amis des Beaux-Arts", Cali, Colombie.
  - Galerie Artimaña, Cali, Colombie.
  - Biennale d'art, Valparaíso, Chile.
  - Musée des beaux-arts de Quimper.
  - "Rencontre avec le Paysage Vallecaucano", Cali, Colombie.
  - Country Club, Cali, Colombie
- 1982 : Galerie Windsor "Hommage à Wilfredo Lam", Toulouse, France. 
  - Musée du Grand Palais "l'América Latina", Paris.
  - Espace Aulnat, Clermont-Ferrand, France.
  - Musée de l'Amerique latine, " 100 Artistes Latino-americans ", Amiens et Compiegne, France.
  - Biennale d'art, Valparaíso, Chile.
- 1984 : Galerie Le Soleil Bleu, " Hommage a Tellez et Venegas ", Paris.
  - Biennale d'art, la Havana, Cuba.
  - Biennale de l'Autoretrato, Mexico D.F.
  - Centro Frans Masserel " Open-Deur-Dagen ", Kasterlee, Belgique.
  - Salon de la Figuration Critique, Musée du grand Palais, Paris
- 1985 : Blackheath Gallery, Londres, Angleterre.
  - "Notre Amérique", exposition itinérante, Lausanne - Fribourg - Neuchâtel, Suisse.
  - Séminaire Muristalden, Berne, Suisse.
  - Galerie l'Esplanade " Nord-Sud ", la Défense, France.
  - Bibliothèque municipale, Sint-Nazaire, France.
  - Art Latino-américain, Strasbourg, France.
  - Centro Frans Masserel " Open-Deur-Dagen ", Kasterlee, Belgique.
  - Rencontre picturale internationale " Café de la Paix ", Paris.
  - V.V.F. " Le Normont ", Dourdan, France.
  - Biennale d'art, Valparaíso, Chili.
- 1986 : Maison de l'Amérique <latine vente aux enchères, Paris
  - Biennale de la Nature Mort, Mexique D.F.
  - Espace Latino-américain "petits Formats", paris
  - Hôtel Drouot, vente aux enchères par le ministère de Henri Gros, commissaire priseur, Paris.
  - Biennale de la Gravure, Cuzco, Pérou.
  - "1er Forum d'arts plastiques en Île-de-France", Villes Les Ulis et Clichy, France.
  - 2da Biennale d'art, la Havana, Cuba.
  - Biennale International d'art, Nogent-sur-Seine, France.
  - Salon Printemps, Maison du peuple, Clichy France
- 1987 : Centro Frans Masserel " Open-Deur-Dagen ", Kasterlee, Belgique
  - Salon 87 Colombo-américain, Cali, Colombie.
- 1988 : "L'Art à l'École ", Écoles Houdon, d’Ocagne, Chomel, Romainville et Lycée Rodin, Paris.
  - Artistes de XIIIe Arrodissement", Paris.
  - Musée de l'Amerique latine, " Tradiciones et Mitos ", Monte-Carlo, Mónaco.
  - "Œuvres sur Papier ", Mairie de Brive, Brive-la-Gaillarde, France.
- 1989 : "Les Paysages dans l'Art Contemporain", École Nacional Superior de Beaux-Arts, Paris.
  - Galerie la Greca, Barcelone, España.
  - " Art et Sport" Mairie du XVIIIe Paris
  - Galerie de Bellecourt "le Dessin, le Pastel, l'Acuarelle ", Lyon, France.
- 1990 : Hôtel Drouot, vente aux enchères par le ministère de Pierre Marie Rogeon, commissaire priseur, Paris.
  - Hôtel Drouot, vente aux enchères par le ministère de Robert Chochon, commissaire priseur, Paris.
- 1991 : " la Femme en Fin ", Musée des Jacobins, Tolouse, France et Musée du Luxemburgo, Paris.
- 1993 : Galerie de Nesle, Paris.Club Uranie, Vincennes, France - Galerie Espace Latino-américain "petits formats", Paris
- 1994 : Musée municipal de Avelines, Saint-Cloud, France.
  - Artistes du XVe, rue Saint-Charles, Paris
- 1995 : Espace Vasarely, gare Montparnasse, Paris.
  - Forum de l'Hôtel-de-Ville, Le Havre, France.
- 1996 : "L'Art à l'École ", Écoles Rapp, Cepré, Rousseau, Collège Pyrenées, Paris.
- 1997 : Couvent des Cordeliers, " amour des Enfants", Paris.
- 1999 : "Rendez-vous d’Artistes", École d'application Michel Ange, Écoles Boulainvilliers, Richard Lenoir, Buffon, Coppée, Paris.
- 2000 : Espace Belleville, "Œuvres sur Papier, Variations", Paris.
  - UNESCO, "Artistes Colombiens à Paris".
- 2001 : Galerie Art-Temoin, "identités", Paris.
  - "Rendez-vous d'artist", Ecole maternelle d'application Jongkind, Ecole élémentaire Saint-Charles, Paris.
  - "Cigares", Beyrouth, Liban.
  - Foire international d'art, Beyrouth, Liban.
- 2003 : Artistes de XVe rue Saint-Charles, Paris.
- 2004 : Société d'Artistes Français, invitée la Colombie, Parc Floral de Vincennes.
  - IIe Biennale International du dessin, Musée Bohemia, Pilsen, République tchèque.
- 2006 : Galerie Argentine (Ambassade de la République Argentine), Paris.
- 2007 : 24ème salon des Artistes Peintres et Sculptures du XVe, Mairie du XVe. Paris.
- 2008 : Artistes du XVe, Rue Saint- Charles, Paris
- 2008 : 25ème salon des Artistes Peintres et Sculptures du XVe, Mairie du XVe. Paris.

## Prix et distinctions
- 1980 : Mention d'Honneur "Salon Colombo-américain" (dessin au fusain), Cali, Colombie.
- 1985 : Grand prix International de la Biennale des arts "Karu-Tiwanacota" (Peinture à l'huile), la Paz, Bolivia.
- 1986 : Deuxième prix International, Medaille d'argent, Salon du printemps (dessin), Clichy-la-Garenne, France.
  - Achat de l'État Français
  - Grand prix International, Médaille d'Or avec Mention Spéciale de l'Academie Internationale de Lutece (Peinture à l'huile), Paris.
- 1989 : Mention d'honneur "Fondation Prince Pierre de Mónaco" (dessin au pastel), Monte-Carlo.
- 1994 : achat de la Basilique-Sanctuaire Sainte-Margherita, Cortona, Italie.
- 1995 : Grand prix International Rotary Club (dessin), Saint-Cloud, France.
- 2007 : Grand Prix du Salon  des Artistes Peintres et Sculptures du XVème, Paris